# Хамптон (Флорида)
Хамптон (англ. Hampton) — город в округе Брадфорд (Флорида, США). Согласно переписи 2020 года, население составляет 432 человека.

## История

### XX век
Хамптон был зарегистрирован в 1925 году. В то время он находился на стыке Южной железной дороги Джорджии и Флориды и железной дороги Seaboard Air Line.
В середине 1990-х годов Хамптон аннексировал короткий участок магистрали US 301 к западу от города, чтобы получать доход от дорожных билетов.

### XXI век
В ноябре 2013 года мэр города Барри Лейн Мур был арестован за продажу оксикодона.
10 февраля 2014 года члены Объединённого законодательного аудиторского комитета Флориды представили законодателям штата информацию о 31 нарушении законодательства штата, устава города и федеральных налоговых требований. В 2012 году город заработал 211 328 долларов, продавая билеты водителям, проехавшим 380 метров на US 301. Комитет попросил государственного прокурора Билла Червоне расследовать любую потенциальную преступную деятельность, и ряд представителей штата и сенаторов добивались роспуска Хамптона. В связи с этим многие представители городской власти подали в отставку. Законодатели штата посетили Хамптон 28 марта 2014 года для проверки. Они согласились не распускать Хамптон, потому что город отозвал аннексию US 301.

## География
Координаты города — 29°51′51″ с. ш. 82°08′12″ з. д. (29.864261, −82.136761). По данным Бюро переписи населения США, Хамптон имеет общую площадь в 2,9 км2, находясь полностью на суше.

## Население
| Год переписи                              | Нас. |  | %±     |
| ----------------------------------------- | ---- |  | ------ |
| 1900                                      | 198  |  | —      |
| 1910                                      | 265  |  | 33,8%  |
| 1920                                      | 286  |  | 7,9%   |
| 1930                                      | 311  |  | 8,7%   |
| 1940                                      | 478  |  | 53,7%  |
| 1950                                      | 386  |  | −19,2% |
| 1960                                      | 340  |  | −11,9% |
| 1970                                      | 386  |  | 13,5%  |
| 1980                                      | 466  |  | 20,7%  |
| 1990                                      | 296  |  | −36,5% |
| 2000                                      | 431  |  | 45,6%  |
| 2010                                      | 500  |  | 16%    |
| 2020                                      | 432  |  | −13,6% |
| 1900–2020 — перепись населения. Источник: |      |  |        |